# Sıla Gençoğlu
Sıla Gençoğlu, född 17 juni 1980 i Denizli, mer känd som bara Sıla, är en turkisk sångare. 
Hon har haft sex singelettor i Turkiet, däribland debutsingeln "...Dan Sonra" som släpptes den 20 oktober 2007.
Albumet Joker släpptes den 18 juni 2012.

## Diskografi
- 2007 – Sıla
- 2008 – Shaker
- 2009 – İmza
- 2010 – Konuşmadığımız Şeyler Var
- 2012 – Joker
- 2012 – Vaveyla
- 2014 – Yeni Ay